# Ruth Kolokotronis
Ruth Kolokotronis (geb. Flemig, * 22. August 1985 in Düren) ist eine deutsche Volleyball- und Beachvolleyballspielerin.

## Karriere Halle
Ruth Flemig begann ihre Volleyball-Karriere 1995 beim TC Kreuzau. Von dort wechselte sie zu Alemannia Aachen. Nach einem Abstecher zu Bayer Leverkusen spielte sie von 1999 bis 2008 wieder beim Zweitligisten in Aachen, mit dem ihr 2008 der Aufstieg in die 1. Bundesliga gelang. Von 2008 bis 2016 spielte sie zusammen mit ihrer Schwester Judith Pelzer für die SG Marmagen-Nettersheim, mit der sie 2010 in die Regionalliga West, 2013 in die Dritte Liga West und 2014 in die 2. Bundesliga Nord aufstieg.

## Karriere Beach
Im Jahr 2000 bestritt Flemig ihr erstes Beachturnier. 2002 gewann sie bei der U18-Weltmeisterschaft die Bronzemedaille. 2003 wurde sie mit Ilka Semmler Vierte der deutschen A-Jugend-Meisterschaft. Ein Jahr später wurde das junge Duo in Koper U20-Europameister. 2005 kamen Flemig / Semmler nach zwei neunten Plätzen bei der Europameisterschaft in Moskau und bei der deutschen Meisterschaft in Timmendorfer Strand ins Finale der U21-Weltmeisterschaft in Rio de Janeiro. Mit ihrer neuen Partnerin Friederike Romberg verbesserte sich Flemig 2006 national um vier Plätze. Außerdem wurde sie Studenten-Europa- und -Vizeweltmeisterin. Von 2007 bis 2008 bildete sie ein Duo mit Stefanie Hüttermann, ihrer Mitspielerin bei Alemannia Aachen. Sie konnte ihren Titel bei der Studenten-EM verteidigen und wurde Dritte bei der deutschen Meisterschaft. 2009 und 2010 spielte sie zusammen mit Leonie Müller.

## Privates
Kolokotronis lebt in Köln und studierte Englisch und Sport auf Lehramt. Seit dem Schuljahr 2014/15 ist sie erfolgreiche Lehrerin am Gymnasium am Wirteltor Düren. Ihre Schwester Judith war 1999 Volleyballerin des Jahres.